# Voo Pegasus Airlines 2193
O voo Pegasus Airlines 2193 foi um voo operado por um Boeing 737-800, que saiu da pista no dia 5 de fevereiro de 2020 após o pouso no Aeroporto Internacional Sabiha Gökçen.
O avião caíu em um aterro e se partiu em três, ficando uns 20 metros embaixo do nível da pista de aterragem. No momento do acidente havia uma trovoada no aeroporto com rajadas de vento de 37 nós (68 km/h) e uma visibilidade de 7,000 m.
O Ministério de Transportes turco inicialmente informou de que não se tiveram vítimas fatais entre os 177 passageiros e 6 tripulantes que viajavam na aeronave e depois o ministro de Saúde confirmou a morte de uma pessoa.

## Aeronave
O avião envolvido no acidente era um Boeing 737-86J, prefixo TC-IZK, fabricado em 2009, com numero de série 37742. O seu primeiro voo foi em 23 de janeiro de 2009, tendo no momento do acidente 11 anos de idade. O avião operou primeiro com a Air Berlin e em 30 de dezembro de 2018 foi adquirido por Pegasus Airlines, após a IZAir ser incorporada a Pegasus Airlines.